# Pijin
 (octobre 2015).
Ne doit pas être confondu avec pidgin.
Le pijin (pidgin des Salomon ou Néo-Salomonien) est la langue véhiculaire à base lexicale anglaise, des Salomon car le pays compte environ 80 langues mélanésiennes. On l’appelait « kanaka » au Queensland et au début du XXe siècle dans les Îles Salomon.
Il est devenu un créole car il est devenu langue maternelle pour les « pijinophones » de langue maternelle et demeure un pidgin pour ceux qui le parlent comme langue seconde car il est langue de communication non maternelle.
Cette langue est proche du Tok Pisin de Papouasie-Nouvelle-Guinée, du bichelamar du Vanuatu ainsi que du créole du détroit de Torres (extrême nord du Queensland en Australie) et, dans une certaine mesure, du créole australien. Le pijin s’écrit en alphabet latin.
En 1999, on comptait 306 984 locuteurs du pijin comme deuxième ou troisième langue et 24 390 locuteurs locuteurs comme langue maternelle, avec un taux d’alphabétisation de 60 % pour les locuteurs du pijin comme langue maternelle et 50 % comme langue seconde.

## Histoire
La langue s’est développée comme langue commerciale à travers le Pacifique sud mélanésien entre les pêcheurs de baleines et marchands et colons anglophones (d’Australie notamment) à la fin du XVIIIe siècle puis à travers le commerce du bois de santal des années 1830 et de la bêche de mer (qui a donné son nom à bichelamar des Vanuatu dans les années 1850.

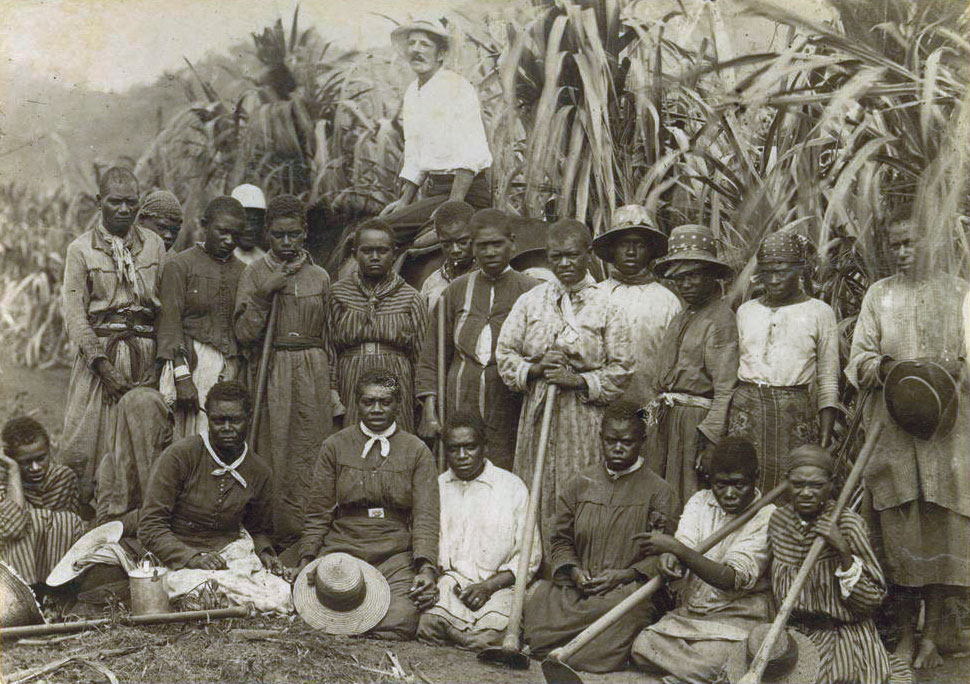
Groupe de Mélanésiens dans une exploitation de canne à sucre du Queensland, en Australie.

La période à partir des années 1860, qui voit la colonisation des îles mélanésiennes dont les Salomon, fait en sorte que les colons britanniques d’Australie déportent pour cultiver la canne à sucre au Queensland des travailleurs des Samoa occidentales, des Fidji, de Nouvelle-Calédonie. Les Salomoniens sont recrutés à partir des années 1870. Quelque 13 000 Salomoniens sont appelés. Se développe alors une langue entre Mélanésiens et entre Mélanésiens et Européens, le pidgin.  Cette pratique d'enlèvement des Mélanésiens s’appelle en anglais « Blackbirding ». Cette période s’étale de 1863 à 1906.
À leur retour au début des années 1900, les Salomoniens ramènent le pijin dans leur archipel. L’Église dans ses campagnes de mission s’est également servi du pijin. Les destins des différents pidgins (Papouasie-Nouvelle-Guinée, Samoa, Vanuatu, Salomon...) se sont ensuite séparés pour que chacun évolue de son côté dans chaque archipel.
C’est à cette occasion que les Papous (parlant le meriam mir et les Aborigènes du détroit de Torrès et de la péninsule de Yorke en Australie ont pu intégrer des éléments de pidgin et fonder leur propre langue qui deviendra le créole du détroit de Torres (en) ou « Yumpla Tok ». Les Aborigènes du Queensland ayant des relations avec ceux de la Terre d’Arnhem dans le territoire du Nord, ont également permis, indirectement, que le pidgin se diffuse et se retrouve sous certaines formes dans le créole australien.

## Prononciation
| Son anglais | son pijin | exemple pijin                     | origine anglaise                                                             |
| ----------- | --------- | --------------------------------- | ---------------------------------------------------------------------------- |
| ch          | s         | tisa, sea, mass (haomass)         | teacher, chair, much (how much?) (professeur; chaise, combien)               |
| ch          | si        | sios                              | church (église)                                                              |
| sh          | s         | sot, bus, masin                   | short, bush, machine (court, bois, machine)                                  |
| th          | s         | maos                              | mouth (bouche)                                                               |
| th          | t         | torowe, torowem, ating, andanit   | throw, throw away, I think, underneath (lancer, jeter, je pense, en dessous) |
| th          | d         | mada, deswan/diswan               | mother, this one (celui-ci)                                                  |
| th          | r         | nara, narawan                     | another, another one (un autre)                                              |
| th          | t         | brata/barata                      | brother (frère)                                                              |
| z           | s         | resa                              | razor (rasoir)                                                               |
| er          | a         | mata, mada, soa, faea             | matter, mother, pain sore, fire (problème, mère, douleur, plaie, feu)        |
| rn          | n         | bon, bonem, bone, fastaem/festaem | born, burn, borne, first time (né, brulé, à la charge, première fois)        |

## Présentations
Nem blong me Charles = Je m’appelle Charles (The name that belongs to me is Charles)

## Pronoms personnels
| Pijin               | Anglais                                                                                 |
| ------------------- | --------------------------------------------------------------------------------------- |
| Mi                  | I, me (je, moi)                                                                         |
| Iu                  | You (tu, toi)                                                                           |
| Hem                 | He she Him It (il, elle, ceci)                                                          |
| Mitufala Iumitufala | We Us (nous, nous pour deux personnes) (incluant le « je »)                             |
| Tufala              | They (ils/elles, eux/elles pour deux personnes) (excluant le « je »)                    |
| Mifala              | We us (nous, nous pour trois ou plus de trois personnes) (incluant le « je »)           |
| Iufala              | You (vous, vous pour trois personnes ou plus de trois personnes) (exclusif le « je »)   |
| Olketa              | They them (ils/elles, eux /elles : plus de trois personnes) (excluant le « je »)        |
| Iumi                | We us (nous, nous pour trois personnes ou plus de trois personnes) (incluant le « je ») |

## Demander l’adresse
Wea nao ples blong iu? ': Quelle est ton adresse?(Mot à mot : « Where is the place that belongs to you? »

## Questions
(en montrant un objet du doigt)
- Wanem nao datwan?: Qu’est-ce que cela?
- Haomas nao bae hem kostem me fo sendem wanfala erogram go long Japan : Combien cela coûtera-t-il d’envoyer cette lettre au Japon?

## Remerciements
- Tanggio tumas fo helpem mi : Merci beaucoup de m’avoir aidé
- No wariwari. Hem oraet nomoa: Pas de soucis, il n'y a pas de quoi.